# Sałata rzymska
Sałata rzymska, sałata długolistna (Lactuca sativa L. var. longifolia Lam.) – odmiana sałaty. Występuje tylko w uprawie.

## Morfologia
Liście kruche, wydłużone, mięsiste, gładkie lub pomarszczone z wyraźnie zaznaczonymi nerwami. Sałata ta tworzy zwarte, wydłużone, główki przypominające kapustę pekińską, o wysokości 16–26 cm i ciężarze 40–70 dag.

## Zastosowanie
- Roślina uprawna: Jest cennym warzywem – zawiera znaczną ilość witamin (karoten, B1, B2, PP, C), składników mineralnych (wapń, fosfor, żelazo) i jest lekkostrawna. Jest też słodsza i delikatniejsza w smaku niż sałata masłowa czy krucha.
- Sztuka kulinarna: Sałata rzymska jest podstawą słynnej sałatki Cesara. Dobrze komponuje się z ciężkimi majonezowymi sosami i serami pleśniowymi.

## Odmiany uprawne
Do najczęściej uprawianych odmian należą: 
- 'Paryska Żółta'
- 'Kasselska'
- 'Trianońska'
- 'Krwistoczerwona Zimowa'
- 'Liwia'.